# Microschismus premnias
Microschismus premnias là một loài bướm đêm thuộc họ Alucitidae. Loài này có ở Nam Phi.